# Ukrajinské studio výtvarných umění
Ukrajinské studio výtvarných umění (Ukrajins'ka Studija Plastyčnoho Mystectva – USPM), po roce 1932 Ukrajinská akademie v Praze (1923–1952) byla jedna z nejuznávanějších uměleckých institucí v tehdejším Československu. Poskytovalo systematické vzdělání v oblasti výtvarného i užitého umění a architektury. Studovali zde nejen Ukrajinci žijící v exilu, ale také Češi a příslušníci dalších národností. Absolventi získávali titul Magister Artis.

## Historie
V meziválečném Československu žila početná ukrajinská emigrace, zejména z řad inteligence. Vzniku Ukrajinského studia předcházelo založení Kroužku výtvarných umění roku 1922 v Praze a Ukrajinské společnosti výtvarných umění (1923). Při vzniku Studia byl profesor Serhij Mako, iniciátorem a prvním ředitelem Ukrajinského studia výtvarných umění byl Dmytro Antonovyč. Studio bylo největší uměleckou školou mimo hranice Ukrajiny a sloužilo jako akademická instituce nejen Ukrajincům, ale studovali zde i Češi, Slováci, Rusové, Bělorusové, Němci, Francouzi, Arméni, Poláci a Maďaři. Československý stát ukrajinské kulturní a vzdělávací instituce podporoval a z přímé Masarykovy iniciativy vznikl na Ministerstvu zahraničí fond pomoci, z něhož byla vyplácena finanční podpora.
Ukrajinské studio výtvarných umění spolupracovalo s Muzeem osvobozeneckého hnutí Ukrajiny a soustředilo kolem sebe intelektuální elitu ukrajinské emigrace. Pořádalo každoroční výstavy a organizovalo četné akce k československým a ukrajinským svátkům.
Roku 1932 přeměnil prof. Jan Kulec Studio na soukromou Ukrajinskou akademii, která přetrvala až do komunistického převratu roku 1948. Poté byla přejmenována na Lidovou akademii a roku 1952 zanikla.

## Profesoři
- Jan Ivan Kulec
- Ferdinand Engelmüller
- Robert Lisovskyi
- Serhij Mako
- Grigorij Musatov
- Jakub Obrovský
- Ivan Mozalevskyj
- K. Stachovsky
- I. Mirčuk
- Volodymyr Sičynskyj
- Rudolf Vejrych
- Jiří Krejčí

## Studenti
- Věroslav Bergr
- Luisa Černovická
- Karel Gabriel
- Eva Hettešová Blažková
- Nikolaj Michajlovič Rodionov
- Karel Karas
- Karol Molnár
- Jiří Mrázek
- Ladislav Novák
- Karel Oberthor
- Vladislav Vaculka
- Helena Zmatlíková
- Dimitrij Šetelík
- František Vit Blažek